# Білопільська районна рада
Білопільська районна рада — орган місцевого самоврядування Білопільського району Сумської області з центром у місті Білопілля.
Білопільській районній раді підпорядковано 2 міські ради, 2 селищні ради і 24 сільських рад, які об'єднують 126 населених пунктів.

## Склад ради
До складу ради входять 34 депутати від 7 партій :
- Блок Петра Порошенка «Солідарність» — 12 депутатів
- Всеукраїнське об'єднання "Батьківщина" — 7 депутатів
- Політична партія «Опозиційний блок» — 5 депутатів
- Радикальна партія Олега Ляшка — 3 депутати
- Політична партія «Українське об'єднання патріотів — УКРОП» — 3 депутати
- Партія "Відродження" — 2 депутати
- Аграрна партія України — 2 депутати

## Керівництво
Голова Білопільської районної ради — Дурноп'ян Володимир Іванович
Заступник голови Білопільської районної ради — Відуєв Володимир Іванович